# Ludwig Lang (Fußballspieler)
Ludwig Lang (* 9. Februar 1946; † 31. Juli 2025) war ein deutscher Fußballspieler. Der Stürmer absolvierte von 1966 bis 1975 für Borussia Neunkirchen in der Fußball-Regionalliga Südwest, Fußball-Bundesliga und 2. Fußball-Bundesliga insgesamt 214 Ligaspiele und erzrirltr 46 Tore. Zusätzlich kommen noch 32 Spiele in den Bundesligaaufstiegsrunden 1967, 1971, 1972 und 1974 mit acht Toren hinzu.

## Karriere
Der von SV Borussia Spiesen gekommene Angreifer Lang spielte mit Borussia Neunkirchen in der Regionalliga, in der Bundesliga und der 2. Bundesliga. In seinem Debütjahr mit dem Team aus dem Ellenfeldstadion in der zweitklassigen Regionalliga Südwest, 1966/67, feierte der Neuzugang sofort die Meisterschaft im Südwesten, wozu er in 16 Einsätzen neun Tore beigesteuert hatte. In den Spielen in der Bundesligaaufstiegsrunde gegen die Konkurrenten von Schwarz-Weiß Essen, Arminia Hannover, Bayern Hof und Hertha BSC setzten sich die Saarländer unter Trainer Željko Čajkovski durch und kehrten damit in die Bundesliga zurück. Lang hatte an der Seite von Mitspielern wie Horst Kirsch, Peter Czernotzky, Günter Kuntz, Erich Leist, Dieter Schock, Wolfgang Gayer, Erich Hermesdorf und Hans Linsenmaier alle acht Spiele bestritten und drei Tore erzielt. Nach dem Aufstieg absolvierte er in der Saison 1967/68 14 Spiele und erzielte vier Tore im Oberhaus des deutschen Fußballs.
Nach dem direkten Wiederabstieg blieb er Neunkirchen verbunden und lief die nächsten Spielzeiten für die Borussia in der Regionalliga Südwest, einschließlich der Premierensaison 1974/75 in der 2. Bundesliga, auf. Seine beste Trefferquote erzielte Lang 1970/71 mit 15 Toren in 29 Ligaspielen, dem erneuten Meistertitel und dem zweiten Rang in der Bundesligaaufstiegsrunde hinter dem Aufsteiger Fortuna Düsseldorf. Beim Heimspiel am 27. Juni 1971 gegen Düsseldorf gelang den Mannen um Gerd Zewe, Heinz Histing, Heinz-Jürgen Henkes und Ludwig Lang ein 2:2-Remis. Er hatte wiederum alle acht Gruppenspiele absolviert und drei Tore erzielt. Zwei weitere Südwestmeisterschaften in der alten zweitklassigen Regionalliga feierte er in den Jahren 1972 und 1974.
Im ersten Jahr der 2. Bundesliga, 1974/75, belegte er mit Neunkirchen den 18. Rang und stieg damit mit seinem Verein in die Amateurklasse ab.